# Матч звёзд чемпионата России по хоккею с шайбой
Матч звёзд российского хоккея — ежегодная игра с участием сильнейших хоккеистов российской Суперлиги. Проводился с 1999 по 2007 гг. С 2009 года Континентальной хоккейной лигой ежегодно проводится матч звёзд КХЛ.

## История
Впервые «Матч всех звёзд России» прошёл в Новокузнецке 10 декабря 1999 года и был приурочен к 50-летию новокузнецкого хоккея. На льду Дворца спорта кузнецких металлургов сошлись сборные звёзд Запада и Востока. Стартовые составы команд были определены голосованием болельщиков, организованным газетой «Советский спорт».
В 2000 году матч звёзд не проводился, а с 2001 года матчи звёзд стали проводиться регулярно. Также перед матчами звёзд стали проводиться «Мастер-шоу» — конкурсы по отдельным компонентам хоккейного мастерства с участием игроков матча.
В 2004 году вместо традиционного матча звёзд между сборными Востока и Запада состоялись два матча (в Москве и Санкт-Петербурге) между сборными звёзд России и сборной звёзд НХЛ, гастролировавшей по Европе во время локаута. Также в 2004 году впервые состоялся матч звёзд Высшей лиги.

## Результаты матчей
| Год  | Дата       | Результат Мастер-шоу               | Результат матча                                              | Место проведения                                 | Зрителей     |
| ---- | ---------- | ---------------------------------- | ------------------------------------------------------------ | ------------------------------------------------ | ------------ |
| 1999 | 10 декабря |                                    | Восток — Запад 8:8 (2:2, 4:3, 2:3), буллиты 2:3              | Новокузнецк. Дворец спорта кузнецких металлургов | 8500 (8200)  |
| 2001 | 15 декабря | Запад — Восток 4:3                 | Запад — Восток 11:8 (5:2, 2:5, 4:1)                          | Ярославль. «Арена 2000»                          | 9500 (9046)  |
| 2002 | 23 декабря | Восток — Запад 2:5                 | Восток — Запад 8:4 (3:0, 2:3, 3:1)                           | Омск. СКК им. В. Блинова                         | 5500 (5200)  |
| 2003 | 14 декабря | Запад — Восток 5:3                 | Запад — Восток 5:8 (2:3, 2:2, 1:3)                           | Санкт-Петербург. Ледовый дворец                  | 5500 (12000) |
| 2004 | 11 декабря | Звёзды России — Мировые звёзды 4:2 | Звёзды России — Мировые звёзды 5:4 (1:0, 4:1, 0:3)           | Москва. МСА «Лужники»                            | 6000 (8800)  |
| 2004 | 12 декабря | Звёзды России — Мировые звёзды 4:2 | Звёзды ПХЛ — Мировые звёзды 4:5 (1:2, 1:2, 2:1), буллиты 1:2 | Санкт-Петербург. ДС «Юбилейный»                  | 5300 (7714)  |
| 2006 | 22 января  | Запад — Восток 4:3                 | Запад — Восток 6:4 (3:1, 2:2, 1:1)                           | Мытищи. «Арена Мытищи»                           | 7000 (7000)  |
| 2007 | 4 ноября   | Запад — Восток 2:5                 | Запад — Восток 6:8 (2:1, 2:3, 2:4)                           | Мытищи. «Арена Мытищи»                           | 2500 (7000)  |

## Лидеры по количеству участий
- Дмитрий Красоткин — 6 (1999, 2001, 2002, 2003, 2004, 2006)
- Дмитрий Затонский — 5 (1999, 2001, 2002, 2004, 2006)
- Дмитрий Рябыкин — 5 (1999, 2002, 2004, 2006, 2007)
- Максим Сушинский — 5 (1999, 2001, 2002, 2004, 2006)
- Егор Подомацкий — 4 (1999, 2001, 2002, 2003)
- Александр Прокопьев — 4 (1999, 2001, 2002, 2004)
- Максим Соколов — 4 (2001, 2002, 2004, 2006)

## Лучшие бомбардиры
| Игрок             | Очков    | Игр |
| ----------------- | -------- | --- |
| Максим Сушинский  | 12 (5+7) | 5   |
| Дмитрий Затонский | 8 (2+6)  | 5   |
| Сергей Гомоляко   | 7 (4+3)  | 3   |
| Владимир Антипов  | 7 (3+4)  | 3   |
| Евгений Корешков  | 6 (3+3)  | 3   |